# Gabriel Santos (futebolista)
Gabriel dos Santos Nascimento mais conhecido como Gabriel Santos (Porto Alegre, 5 de março de 1983), é um ex-futebolista brasileiro que atuava como zagueiro.

## Carreira
Nascido na cidade de Porto Alegre do Rio Grande do Sul , começou sua carreira na Ponte Preta em 2000 com 17 anos, Gabriel foi chamado ao time principal em 2003, para disputar o Paulistão 2003, não jogou muitas partidas, disputou somente 3 e não marcou gol, em 2004 foi contratado pelo Palmeiras, disputou Campeonato Paulista e Campeonato Brasileiro ao fim de sua passagem disputou 26 jogou e também não marcou gols.
Em 2005, foi contratado pelo Fluminense onde marcou 6 gols em 66 jogos, dai em diante teve passagens pelo Málaga, Sport, Münich 1860, Hapoel Tel Aviv, só que em 2010 transferiu ao America de Minas Gerais.
Fez sua estreia no dia 7 de maio de 2010 contra o Bragantino, marcou seu primeiro gol contra o Vila Nova no Campeonato da Série B de 2010.

Em 30 de dezembro de 2012, acertou sua volta para o Sport clube pelo qual já havia jogado nas temporadas 2007/08.
Acertou, no dia 21 de dezembro de 2013, com o Ceará, para 2014. Acabou tendo seu contrato rescindido após más atuações nos jogos.
Em 2015, Gabriel acertou com o Caldas Novas para o Campeonato Goiano. Depois, ele acertou com o Icasa para a sequência da Série C.

## Títulos
Sport
- Copa do Brasil: 2008[4]

Hapoel Tel Aviv
- Copa do Estado de Israel: 2007

Ceará
- Copa dos Campeões Cearenses: 2014
- Campeonato Cearense: 2014

Brasil Sub-20
- Campeonato Mundial - Sub-20: 2003

### Prêmios individuais
América Mineiro
- Seleção do Campeonato Mineiro: 2012